# Зграда Галерија - поклон збирки и легат др Винка Перчића у Суботици
Зграда Галерија - поклон збирки и легат др Винка Перчића у Суботици подигнута је 1894. године и представља непокретно културно добро као споменик културе.

## Опис
Зграда је подигнута према пројекту Дежеа Јакаба у стилу еклектике. Основа је у облику латиничног слова "L" са фасадама које се протежу на две улице. Зидно платно је хоризонталне поделе изведене плитким фугама, са ритмичким низом прозорских отвора, те капијама, малом на прочеоној фасади и великом колском капијом прислоњеном на крило грађевине у Бледској улици. Објекат је са благо наглашеним ивичним ризалитима и благо заобљеним углом. Изнад бочних ризалита у кровној зони је атика у виду балустраде са атичким вазама на ивичним стубцима, повезаним заобљеном атиком код које је изведен пластичан декоративни детаљ у виду главе пута који подржава гирланде. Угаони корпус објекта на ризалитном делу је са два једнокрилна прозора сведена у тип бифоре. Богата пуна пластика, лаких рокајних линија у витичастом сплету складно је укомпонована у надпрозорна поља и заокружена барокним тимпаноном. У поткровном венцу су правоугаони отвори које естетски допуњују лаке гирланде као централни мотив. Фасада у Бледској улици је знатно скромније обрађена, али доследно је задржала исти стилски третман.
На објекту су вршене минималне интервенције током времена. Улична фасада је сачувана у аутентичном облику са зидном пластиком и дрвенаријом. У центру малог, интимног дворишта је фонтана.